# Adrien Mithouard
Adrien Mithouard, né le 18 juillet 1864 à Paris 7e et mort le 28 mars 1919, est un poète et essayiste politique français, cofondateur, avec Albert Chapon, de la revue L'Occident.
Cette revue défend en littérature et en art les valeurs de l'Occident chrétien. Adrien Mithouard a notamment Maurice Denis, Vincent d'Indy, Francis Viele-Griffin et Fagus parmi ses collaborateurs. Chrétien fervent, il exprime sa foi dans de nombreux recueils de poemes (entre autres, Les Impossibles Noces, 1896; In exitu, 1918; La majeste du temps, 1922), pour lesquels il a adopte une forme très personnelle, en l’espèce une sorte d'iambe dont la coupe est rendue ostensible par la présentation typographique. Cette poésie tendre, concrète, embrumée de mysticisme, manque parfois de rigueur, jamais d'accent.

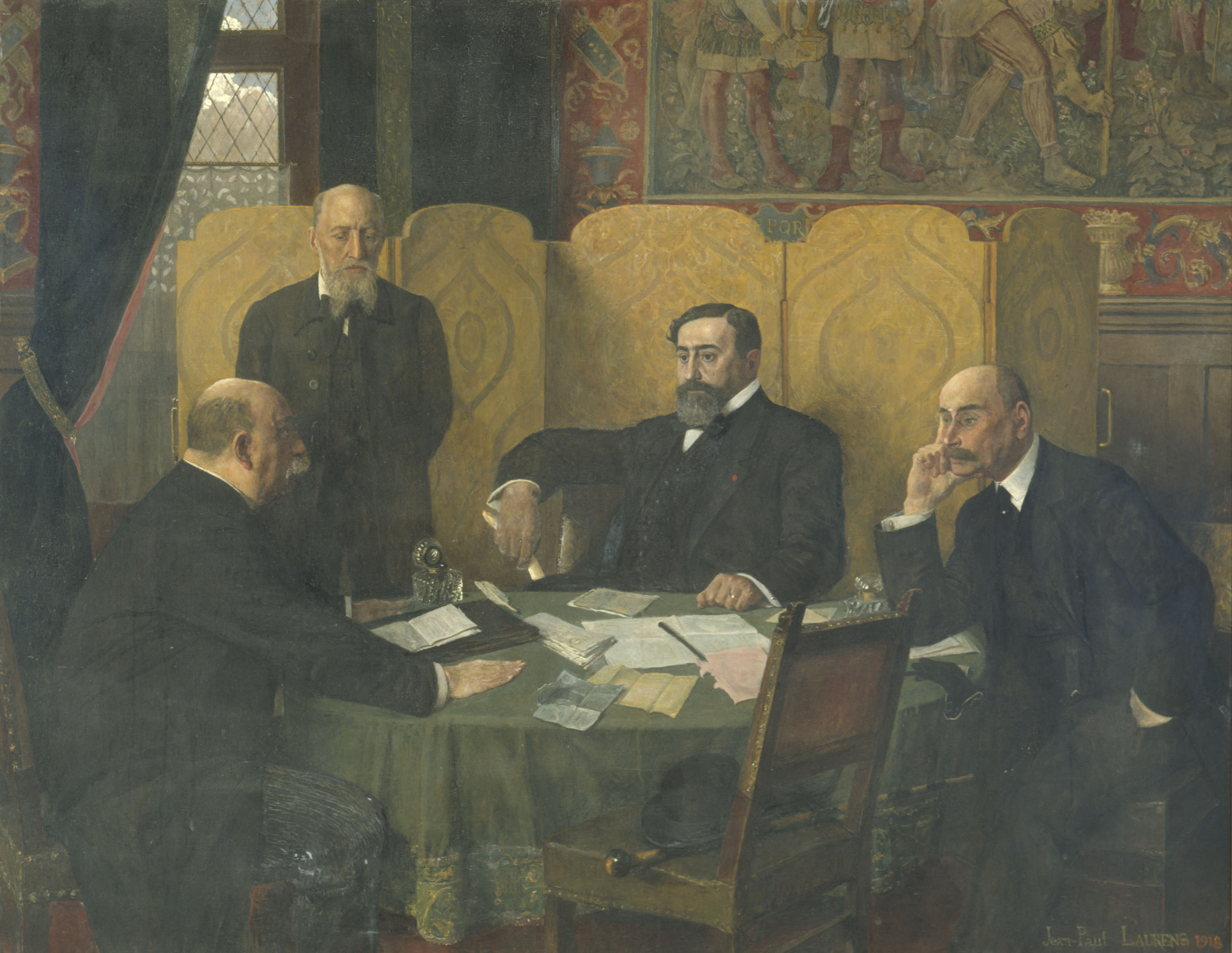
Le Comité de sécurité de la Ville de Paris et du département de la Seine, pendant la guerre de 1914-1918 Musée Carnavalet peint par Jean-Paul Laurens, il est le deuxième à partir de la gauche.

Il fut président du conseil municipal de Paris de 1914 jusqu'à sa mort en 1919. Il succède à Paul Chassaigne-Goyon, qui assura l'intérim au décès de Mithouard.

## Distinctions
- Chevalier de la Légion d'honneur.

## Hommages
Une place de Paris, dans le 7e arrondissement (où il vécut, au no 10), porte son nom. La société des Armateurs Français avait également, en son temps, baptisé l'un de ses vapeurs du nom de Président Mithouard, en hommage à son comportement durant la « Grande Guerre ».

## Œuvres
Poésie
- Bigalume (1888)
- Récital mystique (1893)
- L'Iris exaspéré (1895)

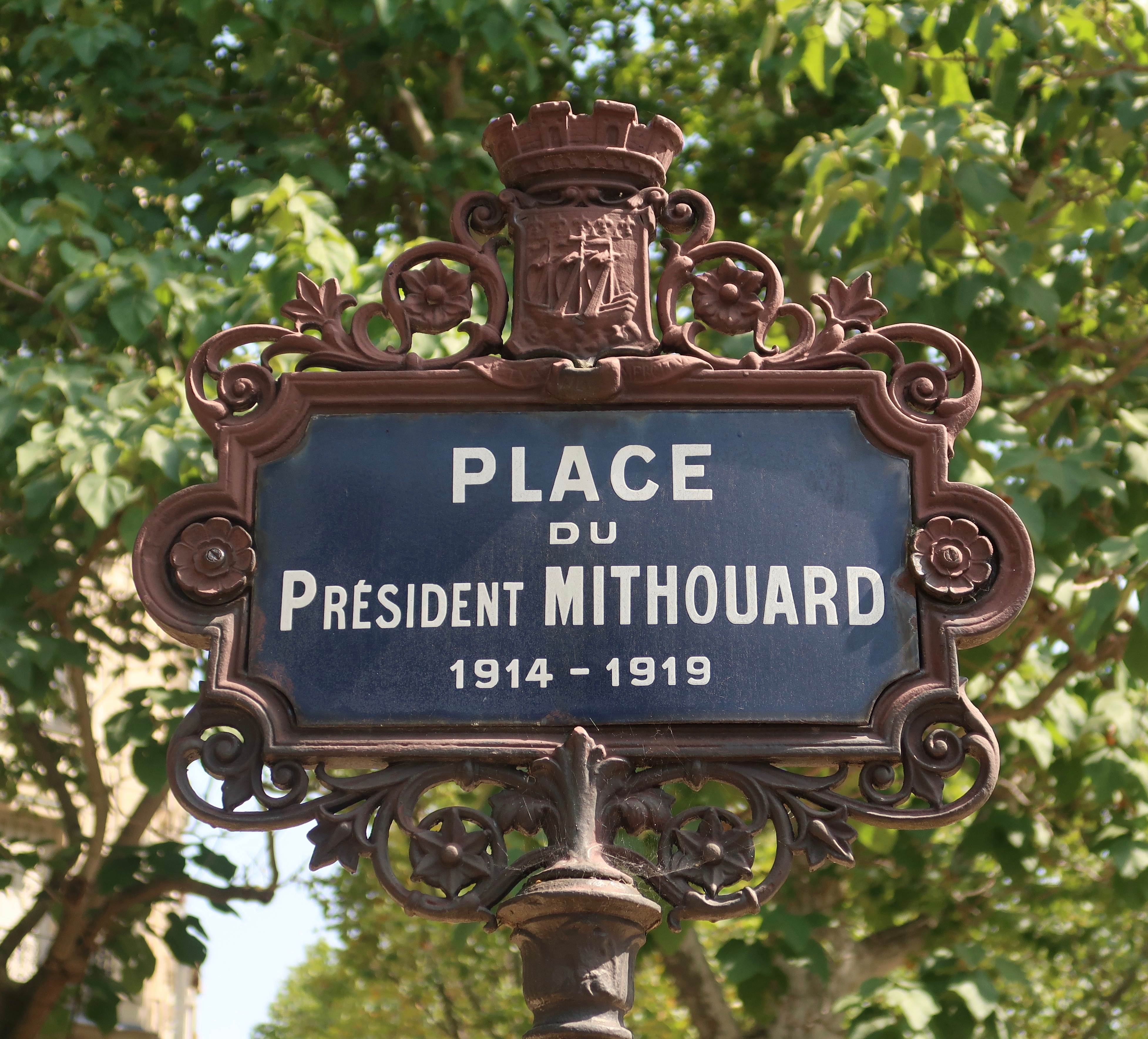
Plaque de la place du Président-Mithouard (Paris).

- Les Impossibles Noces ; les Deux Foules ; la Conquête de l'aube (1896)
- Le Pauvre Pécheur (1899)
- La Coupole de Notre-Dame de Caen (1902)
- Les Frères marcheurs (1902)
- La Perdition de la Bièvre (1906)
- In exitu (1919)
- La Majesté du temps (1922)

Essais
- Le Tourment de l’Unité (1901)
- Traité de l’Occident (1904)
- Les Pas sur la Terre (1908)
- Les Marches de l’Occident (1910)
- La Terre d'Occident, essais sur la formation française (1917)

## Réception critique
Avec d'autres poètes (Paul Vérola (Horizons), Eugène Soubeyre (Au Royaume d'Eve), Émile Gigleux (Troublants Mystères)), sa poésie symboliste (L'Iris exaspéré), « décorative et légendaire à la mode (...) », est condamnée en 1895 par  Adolphe Retté, qui y voit une inspiration s'épuisant dans un raffinement artificiel.